# Pablo del Molino Mateus
Pablo del Molino Mateus (Sequeros, Salamanca, 24 de febrero de 1900-Barcelona, 16 de abril de 1968) fue un editor de libros español. Fundó la Editorial Molino en Barcelona en 1933 con la visión de crear una colección de novela accesible para el gran público.

## Biografía
Nació en la Villa de Sequeros, Salamanca, España en 1900. Era hijo de Pablo del Molino Martín (Cartagena, España), un registrador de la propiedad, y de Concepción Mateus Massana (Valladolid, España). Concepción Mateus heredó en 1923 de su primo Agustín Massana Pujol, cuyos importantes legados condujeron a la fundación de la Escuela Massana. Julio Gibert Mateus, fundador, entre otras empresas, de El hogar y la moda, le propuso a su prima Concepción Mateus invertir parte de la herencia recibida de Agustín Massana en acciones de una editorial que él promovía, la Editorial Juventud. De esta forma Concepción Mateus y su hijo Pablo del Molino Mateus entraron a formar parte del consejo de administración de la sociedad, dirigida por José Zendrera. En 1930 Pablo del Molino fue nombrado subdirector de Editorial Juventud. En 1932 Concepción Mateus traspasó sus acciones a Pablo del Molino. Editorial Juventud promovió en esa época la colección La Novela Rosa, dedicada a narraciones de corte sentimental y costumbrista.
En 1933, Pablo del Molino renunció a su cargo de subdirector de Editorial Juventud para fundar Editorial Molino. Pablo del Molino favorecía publicar un tipo de novela de aventuras y policiacas provenientes del mundo anglosajón, frente a la línea editorial de Editorial Juventud, más enfocada en autores franceses y alemanes, de aventuras orientadas a un público juvenil. Pablo mantuvo su puesto en el consejo de administración y acciones de Editorial Juventud hasta 1939. Las dos editoriales pactaron bases de cooperación futura, en la que Editorial Juventud dio facilidades de acceso financiero y de distribución a la emergente Editorial Molino. Editorial Molino ya publicó su primer título, el número I de la Biblioteca Oro (Serie Azul) el 10 de noviembre de 1933. Pablo contó con la colaboración del menor de sus hermanos, Luis del Molino Mateus (Aranda de Duero 1907-1990), quien montó la administración de la editorial en unos locales alquilados en la calle Urgel n.º 245.
La guerra civil española paralizó la revista y todos los nuevos proyectos. Pablo del Molino decidió emigrar a Argentina en 1937 para seguir dando continuidad a la editorial. La editorial se instaló en la calle Migueletes 1022 de Buenos Aires, en donde tenía sus propios talleres gráficos. En Argentina, la editorial prosperó y continuó con las publicaciones de novela popular, arrancando la publicación de series antecesoras del cómic, conocidas como Pulp Magazines en los Estados Unidos, y aquí como Hombres Audaces (Doc Savage, Bill Barnes, Pete Rice, etc). Mientras tanto, su hermano Luis del Molino Mateus, quien en 1947 pasaría a ser socio de la editorial con un 45% de su capital, continuaba al frente de la editorial barcelonesa.
En 1952 decidió volver a España y liquidar sus instalaciones en Buenos Aires, debido a la difícil situación política y laboral en Argentina. La editorial renovó la presentación de muchas colecciones, especialmente de Biblioteca Oro y se comenzó la publicación de Selecciones de Biblioteca Oro, entre las que ya destacaba Agatha Christie.
Falleció en 1968 y le sucedió en la dirección de la editorial su hijo Pablo del Molino Sterna (1937-2000), que ya había trabajado en la editorial desde su regreso de Argentina en 1953 y había adquirido una amplia experiencia.